# 藤井久隆
藤井 久隆（ふじい ひさたか、1950年2月26日 - ）は、福岡県出身のプロゴルファー。
父は藤井義将。
娘の藤井千夏は現役の女子プロゴルファー 。

## 来歴
西南学院高等学校出身。
5歳からゴルフを始め、1975年にプロ入りする。
霞ヶ関カンツリー倶楽部に所属していた1971年には父・義将が日本オープンを制し、試合後にプロ仲間が帝国ホテルで祝勝会をするため、息子の久隆も呼ばれて駆け付けたが、当の藤井本人は「疲れたから」という理由で九州に帰ってしまった。
1979年の九州オープンでは秋富由利夫・杉田勇・鈴木規夫に次ぐと同時に上田鉄弘と並んでの5位タイに入った。
1980年の阿蘇ナショナルパークオープンでは初日を秋富・内田繁・草壁政治・鷹巣南雄と並んでの首位タイでスタートし、最終日には内田・田中文雄と並んでの4位タイに入った。
1983年の九州オープンでは初日を白石達哉と並んでの首位タイでスタートし、2日目に69をマークして単独首位に立った。3日目には秋富・川上典一と並んでの5位タイに着け、最終日には6位タイに入った。
1986年の全日空オープンでは初日を中嶋常幸・青木功・菊地勝司・尾崎直道・石井裕士・渡辺司と並んでの5位タイでスタートし、2日目には内田と並んでの5位タイに留まり、3日目も内田と並んで6位タイと健闘。
1989年にはアコムダブルスで友利勝良とペアを組み、好天に恵まれた初日に67、2日目には63をマークし、飯合肇&佐野修一ペア、バリー・レーン&ピーター・ベイカー（イングランド）ペア、エドアルド・エレラ（コロンビア）&浅尾琢巳ペアと並んでの3位タイに着けた。
1993年のアコムインターナショナルを最後にレギュラーツアーから引退し、義将が設計したパサージュ琴海アイランドゴルフクラブ支配人 を経て、現在は古巣・麻生飯塚ゴルフ倶楽部支配人。
2009年には日本プロスポーツ大賞功労賞を受賞。